# 물장군
물장군은 노린재목 물장군과의 수서곤충이다. 몸 길이는 약 6.5cm 정도로 노린재 중에서 가장 크다. 서식처 파괴, 환경변화 등의 위협요인으로 인해 개체수가 줄어들어 환경부에서 멸종위기 야생생물 Ⅱ급으로 지정하여 보호하고 있다. 현재는 인천광역시 강화도, 제주특별자치시, 전라북도 익산시, 강원도 철원, 화천 일부지역, 경상북도 울진군, 경기도 화성시 등에서 대표적으로 서식이 확인되고 있다. 물 밖에서도 날아서 이동하거나 기어다닐 수 있다. 뾰족한 입으로 물고기, 올챙이, 개구리 등을 잡아 체액을 빨아먹는다. 불완전탈바꿈 곤충이며, 수컷 물장군은 암컷이 물 위로 나온 물풀이나 나무말뚝에 낳은 알을 부화할 때까지 지킨다. 서식지는 산 속 습지, 논, 농수로이며, 서식지는 매우 국지적이다. 충청도 일부 지역, 과거 영종도, 강화도, 제주도 지역 외에는 거의 서식하지 않는다.